# Tom Morgan (rugby à XV)
Pour les articles homonymes, voir Tom Morgan et Morgan.
Pas d'image ? Cliquez ici

a Compétitions nationales et continentales officielles uniquement.

b Matchs officiels uniquement.
Thomas Morgan dit Tom Morgan, né le 14 novembre 1866 à Llannon et mort le 29 mars 1899 à Bridgend, est un joueur de rugby à XV gallois évoluant au poste de centre pour le pays de Galles. 
Tom Morgan exerce la profession de mineur.

## Biographie
Tom Morgan se fait connaître en jouant pour Llanelli en affrontant les Māori de Nouvelle-Zélande en tournée européenne le 19 décembre 1888. C'est le premier match jamais disputé au pays de Galles par une équipe en tournée originaire de l'hémisphère sud, et les Māori viennent de l'emporter contre les Broughton Rangers et Wigan. Le sort de la rencontre se joue sur un simple but, réussi par Harry Bowen pour Llanelli, après une pression vive de Morgan qui oblige les Néo-zélandais à un mauvais dégagement au pied. 
Tom Morgan fait partie d'un petit nombre de joueurs de Llanelli à obtenir des sélections nationales dans les années 1880, sans pouvoir en disputer beaucoup. Il honore sa première cape internationale quand il est retenu pour disputer le Tournoi britannique de rugby à XV 1889 avec le pays de Galles lors de la dernière rencontre contre l'Irlande à St Helens à Swansea. Dans l'équipe galloise, quatre joueurs de Llanelli jouent, qui n'ont pas disputé le premier match perdu contre l'Écosse, Giotto Griffiths, Ned Roberts et Dan Griffiths. L'Irlande s'impose en inscrivant deux essais à zéro, les quatre joueurs de Llanelli ne joueront pas d'autre match en équipe nationale. Morgan cède sa place la saison suivante au joueur de Penarth Dickie Garrett, il n'a plus l'occasion de connaître de nouvelle cape.

## Statistiques en équipe nationale
Tom Morgan dispute un seul match avec l'équipe du pays de Galles. 
| Année | Compétition         | Matchs | Points | Essais |
| ----- | ------------------- | ------ | ------ | ------ |
| 1889  | Tournoi britannique | 1      | -      | -      |
| Total | Total               | 1      | -      | -      |